# Torneio Bicentenário da Austrália
O Torneio Bicentenário da Austrália, também chamado de Copa de Ouro do Bicentenário Australiano, foi uma competição de futebol disputada em 1988.

## História
Competição criada como parte das comemorações do bicentenário da Descoberta da Austrália que ocorreram em 1988. Além da Seleção da Austrália, participaram do certame a Arábia Saudita, a Argentina e o Brasil. As partidas ocorreram entre os dias 6 e 17 de julho daquele ano. O Brasil sagrou-se campeão e o atacante brasileiro Romário foi o artilheiro do torneio com três gols.

## Sistema de disputa
Todos jogando contra todos, sendo que os dois primeiros fizeram a final da competição e os dois restantes disputaram o terceiro lugar.

## Fase de grupos
|  | Equipes qualificadas para disputar a final          |
|  | Equipes qualificadas para disputar o terceiro lugar |

### Classificação
| Pos. | Seleção        | P | J | V | E | D | GP | GC | SG |
| ---- | -------------- | - | - | - | - | - | -- | -- | -- |
| 1    | Brasil         | 5 | 3 | 2 | 1 | 0 | 5  | 1  | +4 |
| 2    | Austrália      | 4 | 3 | 2 | 0 | 1 | 7  | 2  | +5 |
| 3    | Argentina      | 2 | 3 | 0 | 2 | 1 | 3  | 6  | −3 |
| 4    | Arábia Saudita | 1 | 3 | 0 | 1 | 2 | 3  | 9  | −6 |

### Jogos
| 6 de julho | Argentina            | 2 – 2     | Arábia Saudita                       | Football Park, Adelaide |
|            | Díaz 27', 50' (pen.) | Relatório | Majed Abdullah 41' · Díaz 61' (o.g.) |                         |

| 7 de julho | Austrália | 0 – 1     | Brasil      | Olympic Park Stadium, Melbourne |
|            |           | Relatório | Romario 31' |                                 |

| 9 de julho | Austrália                        | 3 – 0     | Arábia Saudita | Sydney Football Stadium, Sydney |
|            | Ollerenshaw 6' · Farina 42', 81' | Relatório |                |                                 |

| 10 de julho | Brasil | 0 – 0     | Argentina | Olympic Park Stadium, Melbourne |
|             |        | Relatório |           |                                 |

| 13 de julho | Brasil                                                   | 4 – 1     | Arábia Saudita     | Olympic Park Stadium, Melbourne |
|             | Geovani 10' (pen.) 47' (pen.) · Jorginho 28' · Edmar 40' | Relatório | Majed Abdullah 65' |                                 |

| 14 de julho | Austrália                                         | 4 – 1     | Argentina   | Sydney Football Stadium, Sydney |
|             | Wade 2' · Yankos 42', 67' (pen.) · Bozinovski 80' | Relatório | Ruggeri 31' |                                 |

## Fase final

### Disputa do 3º lugar
| 16 de julho | Argentina                 | 2 – 0     | Arábia Saudita | Bruce Stadium, Canberra |
|             | Simeone 4' · Dertycia 23' | Relatório |                |                         |

### Final
| 17 de julho | Austrália | 0 – 2     | Brasil                   | Sydney Football Stadium, Sydney |
|             |           | Relatório | Romario 56' · Müller 67' |                                 |

## Classificação final
- 1º lugar -  Brasil
- 2º lugar -  Austrália
- 3º lugar -  Argentina
- 4º lugar -  Arábia Saudita

## Artilheiro
- Romário - 3 gols